# Igrejinha
Igrejinha es un municipio brasileño del estado de Río Grande del Sur.
Se encuentra ubicado a una latitud de 29º34'28" Sur y una longitud de 50º47'25" Oeste, estando a una altitud de 18 metros sobre el nivel del mar. Su población estimada para el año 2021 era de 37.754 habitantes.
La actividad económica gira en torno a la industria del calzado. Para el turismo, la ciudad ofrece la Oktoberfest de Igrejinha.
Ocupa una superficie de 144,52 km².

## Galería de imágenes

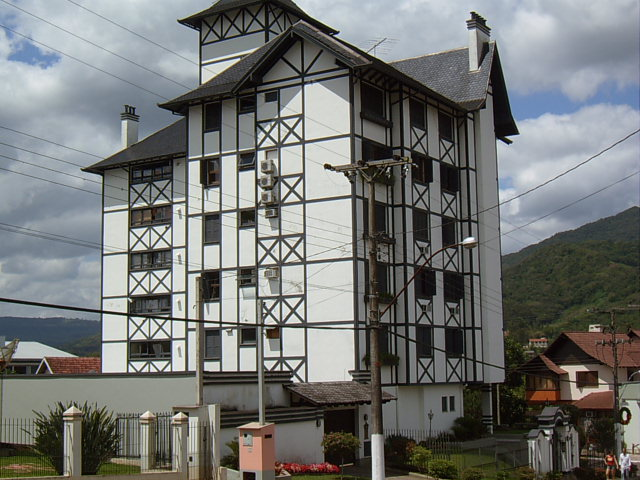
Building
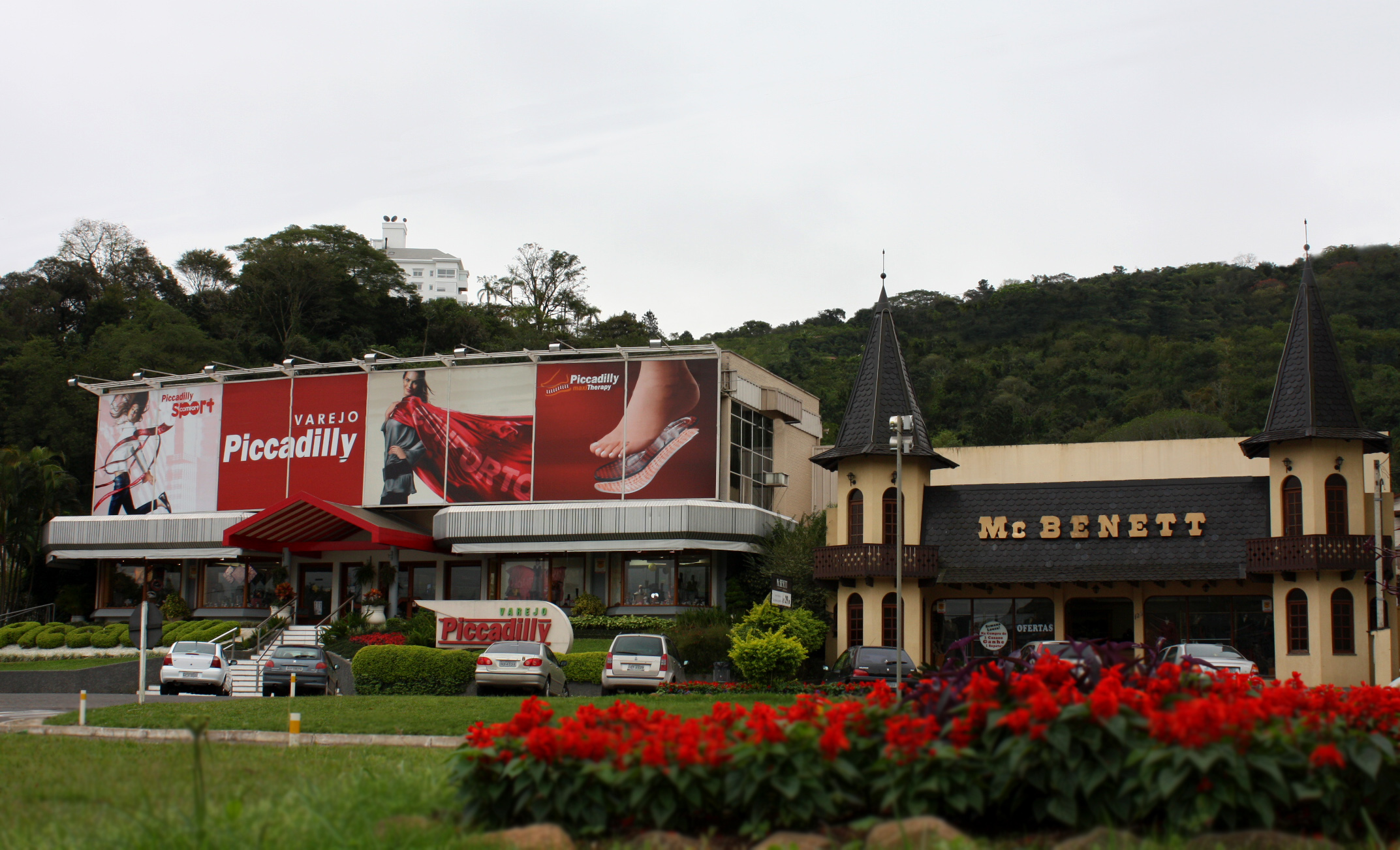
Route RS 115
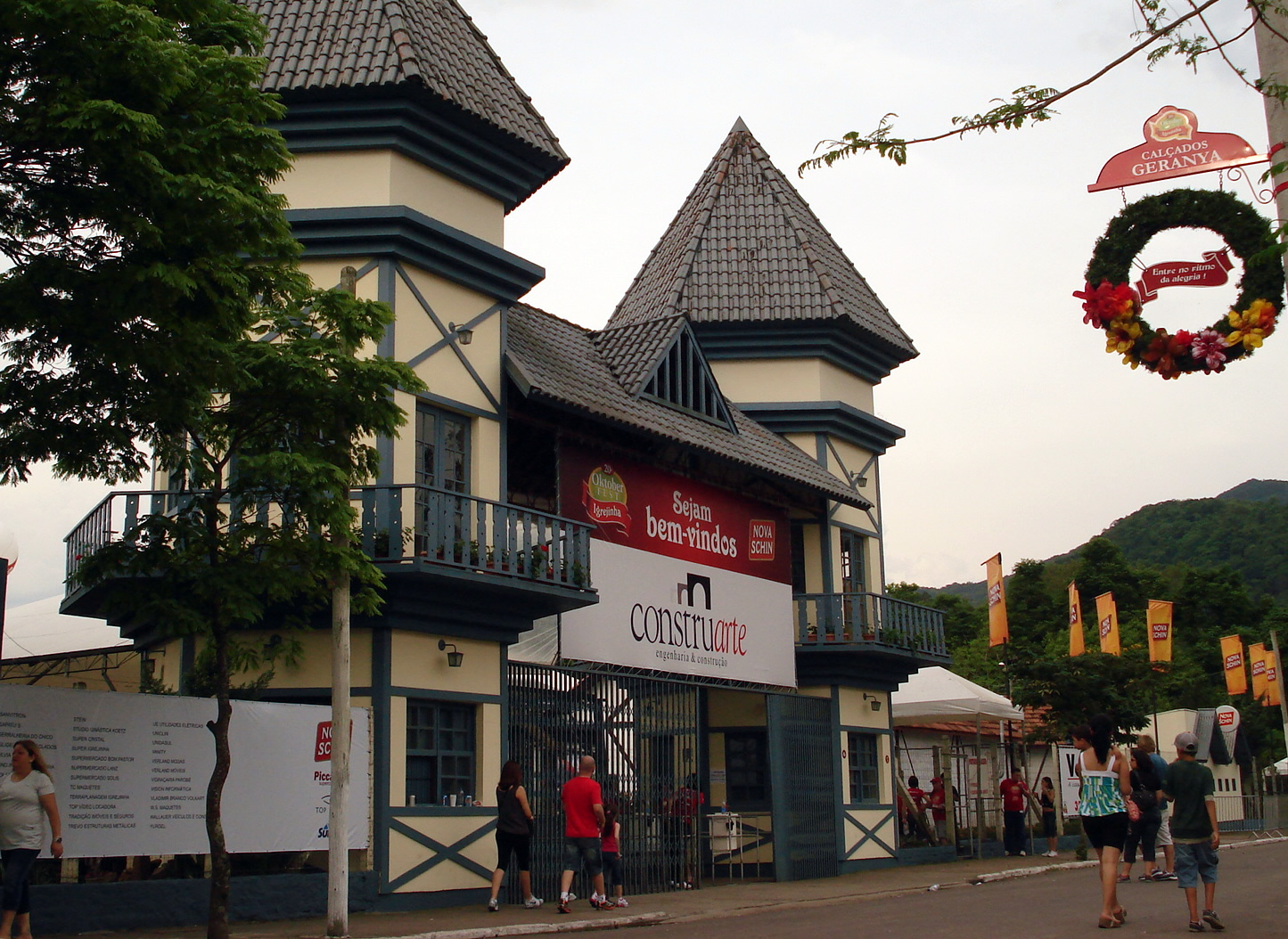
Oktoberfest 2007
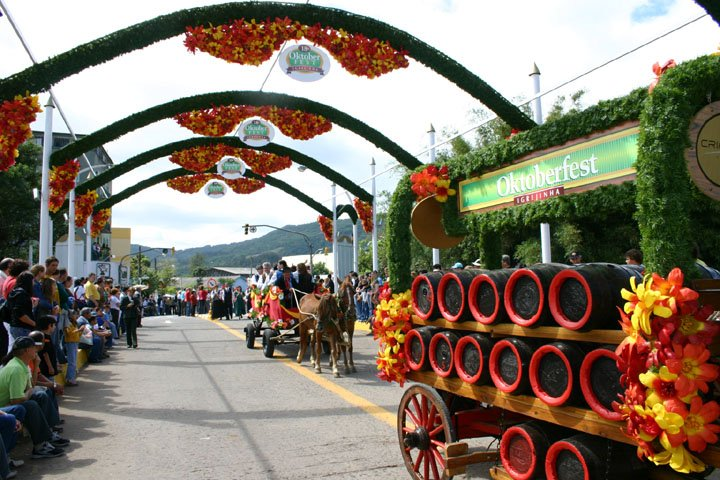
Oktoberfest